# Abdul Reza Pahlavi
Abdul Reza Pahlavi (in persiano عبدالرضا پهلوی‎; Teheran, 19 agosto 1924 – Florida, 11 maggio 2004) è stato un principe iraniano, membro della dinastia Pahlavi come figlio di Reza Shah Pahlavi.

## Biografia

### Origini
Abdul Reza Pahlavi nacque il 19 agosto 1924 a Teheran, in Iran. Era figlio di Reza Pahlavi e della sua consorte secondaria Esmat Dowlatshahi della dinastia regnante, i Qajar. Era il figlio maggiore della coppia, ma il settimo per il padre e il quarto maschio. In seguito, Reza ed Esmat ebbero altri tre figli e una figlia. 
Nel 1925, Reza Pahlavi depose la dinastia Qajar e si proclamò Shah. Sebbene Abdul sia stato elevato a principe imperiale e si trasferì coi genitori al Palazzo di Marmo, la Costituzione lo escluse dalla successione al trono, essendo sua madre una Qajar. Reza fu deposto nel 1941 e sostituito col suo figlio maggiore, Mohammed Reza, nato dalla consorte ufficiale Tadj. Abdul accompagnò il padre in esilio, anche per allontanarsi dalle voci secondo cui esistevano progetti per restaurare i Qajar mettendolo sul trono. Durante questo periodo studiò economia aziendale ad Harvard.

### Carriera e posizioni
Rientrato in Iran dopo la morte del padre nel 1944, Abdul divenne un membro di spicco della corte del fratellastro, iniziando con la direzione dei consigli di pianificazione settenale dell'Iran fino al 1955. Tuttavia, ebbe un momento critico nel 1953, dopo la caduta del regime di Mohammad Mossadeq, quando girò nuovamente voce che lo si volesse sul trono al posto del fratellastro. 
Fra il 1969 e il 1979 diresse il centro degli studi iraniano in affiliazione con Harvard, diresse il consiglio iraniano e internazionale per la conservazione della fauna selvatica e faceva parte del Consiglio Reale che governava l'Iran in assenza dello Shah. Dopo l'assassino di un ministro da parte del Fada'iyan-e Islam, fu lui a suggerire allo Shah di contenere il clero sciita del Paese. Tuttavia, alla fine degli anni '50 fu fra i maggiori critici della politica di Mohammed. 
Si occupò anche di affari, possedendo fabbriche, miniere e terreni agricoli, e di questioni ambientali. 

### Ultimi anni e morte
Fu esiliato dall'Iran nel 1979, a seguito della rivoluzione islamica, che depose i Pahlavi e pose fine alla monarchia in Iran. 
Visse in Francia e in America, morendo in Florida l'11 maggio 2006.

## Matrimonio e discendenza
Il 12 ottobre 1950, a Teheran, sposò Parisima Zand, figlia del ministro Ibrahim Zand. Hanno avuto un figlio e una figlia:
- Kamyar Pahlavi (nato nel 1952).
- Sarvenaz Pahlavi (nata nel 1955).

## Caccia e sostegno alla conservazione della fauna
L'interesse più noto di Abdul era quello per la caccia sportiva. Vinse numerosi premi, fra cui il Weatherby Award (1962), la menzione d'onore del Safari Club International (1984) e l'International Hunting Award (1988). 
È stato fondatore e presidente della Fondazione internazionale per la conservazione della selvaggina (IGF) a Parigi, per la conservazione della fauna selvatica e il sostegno alla caccia responsabile nei paesi in via di sviluppo. 
Sebbene criticato per il suo interesse e la sua promozione della caccia allo scopo di raccogliere trofei, Abdul Reza contribuì alla creazione delle prime leggi iraniane sulla caccia, di un'agenzia di controllo e all'istituzione di oltre 20 milioni di acri di riserva faunistica. Come capo del ministero dell'Ambiente perseguì i bracconieri e creò un programma di gestione della caccia grossa efficace e di successo, giudicato fra i migliori per i paesi in via di sviluppo, e promosse una serie di leggi e iniziative volte alla conservazione della fauna in via di estinzione a causa delle attività umane.

## Onorificenze

### Nazionali
- Cavaliere di Gran Croce dell'Ordine dei Pahlavi

### Straniere
- Cavaliere di Gran Croce dell'Ordine Supremo del Rinascimento (28 febbraio 1949, Regno di Giordania)
- Cavaliere di Gran Croce dell'Ordine al merito della Repubblica italiana (15 December 1974, Italia)
- Cavaliere di Gran Croce dell'Ordine del Sole Supremo, 1ª classe (Regno dell'Afghanistan)
- Cavaliere dell'Ordine dei Serafini (24 novembre 1970, Regno di Svezia)
- Cavaliere di Gran Croce dell'Ordine di Isabella la Cattolica (9 febbraio 1978, Regno di Spagna)